# Stenlille
Stenlille ist eine dänische Kleinstadt mit 2049 Einwohnern (1. Januar 2023) im mittleren Westen der Insel Seeland. Sie war das Verwaltungszentrum der ehemaligen Stenlille Kommune.

## Geografie
Stenlille liegt im gleichnamigen Kirchspiel (Sogn) im Nordosten der Sorø Kommune. Die Kleinstadt liegt (Luftlinie) etwa 11 km nördlich von Sorø, 16 km nordwestlich von Ringsted und 21 km nordöstlich von Slagelse.
Der Ort befindet sich in leicht hügeligem Terrain, das Siedlungsgebiet erstreckt sich auf einer Höhe von 28 bis 38 m.o.h.

## Geschichte
Das Dorf wurde erstmals im Jahre 1320 unter dem Namen Stenløsæ liilæ erwähnt. Der älteste Teil der Stenlille Kirke wurde im 12. Jahrhundert erbaut.
Mit einem Bahnanschluss im Jahre 1901 begann sich der Ort zu entwickeln und die Einwohnerzahl wuchs. Industrie und Handwerk siedelten sich im Dorf an, 1905 wurde eine private Mittel- und Realschule gegründet, dazu kamen unter anderem eine technische Schule (1917), und eine Handelsschule (1946).
1950 hatte der Ort 863 Einwohner, er breitete sich in Richtung Norden aus, weshalb der Bahnhof im heutigen Stadtzentrum liegt.
Mit einer Kommunalreform wurde im Jahre 1970 die Stenlille Kommune, deren Verwaltungssitz Stenlille war, gegründet. Mit einer weiteren Reform im Jahre 2006 wurde die Stenlille Kommune in die Sorø Kommune eingegliedert.

## Verkehr
Mit dem Eisenbahngesetz vom 8. Mai 1894 wurde der Bau einer Bahnstrecke von Høng nach Tølløse (Tølløsebanen) geplant, die am 22. Dezember 1901 in Betrieb genommen wurde. Im Ort wurde nördlich des damaligen Bebauungsgebietes ein Bahnhof gebaut.
Die Bahnstrecke Slagelse–Tølløse, ursprünglich die Strecke von Høng nach Tølløse und 1971 bis nach Slagelse verlängert, wird durch das 2015 durch mehrfache Fusionen entstandene Verkehrsunternehmen Lokaltog betrieben.
Unmittelbar westlich an das Siedlungsgebiet angrenzend verläuft die Hauptverkehrsstraße Primærrute 57, welche in Nord-Süd-Richtung von Holbæk in Richtung Sorø führt. Durch das Linienbusnetz ist der Ort angebunden an Holbæk, Sorø und Slagelse.

## Unterirdisches Gaslager
Ungefähr 2 km nordöstlich von Stenlille befindet sich das Gaslager Stenlille. Es befindet sich etwa 1500 m unter der Erdoberfläche, wo in porösem Sandstein bis zu 2 Mrd. Kubikmeter Erdgas gespeichert werden können, und erstreckt sich über circa 14 km². Ein weiteres Gaslager existiert in Dänemark in Lille Torup bei Viborg in Jütland.

## Persönlichkeiten
- Louise Schack Elholm (* 1977), Politikerin

## Fotogalerie

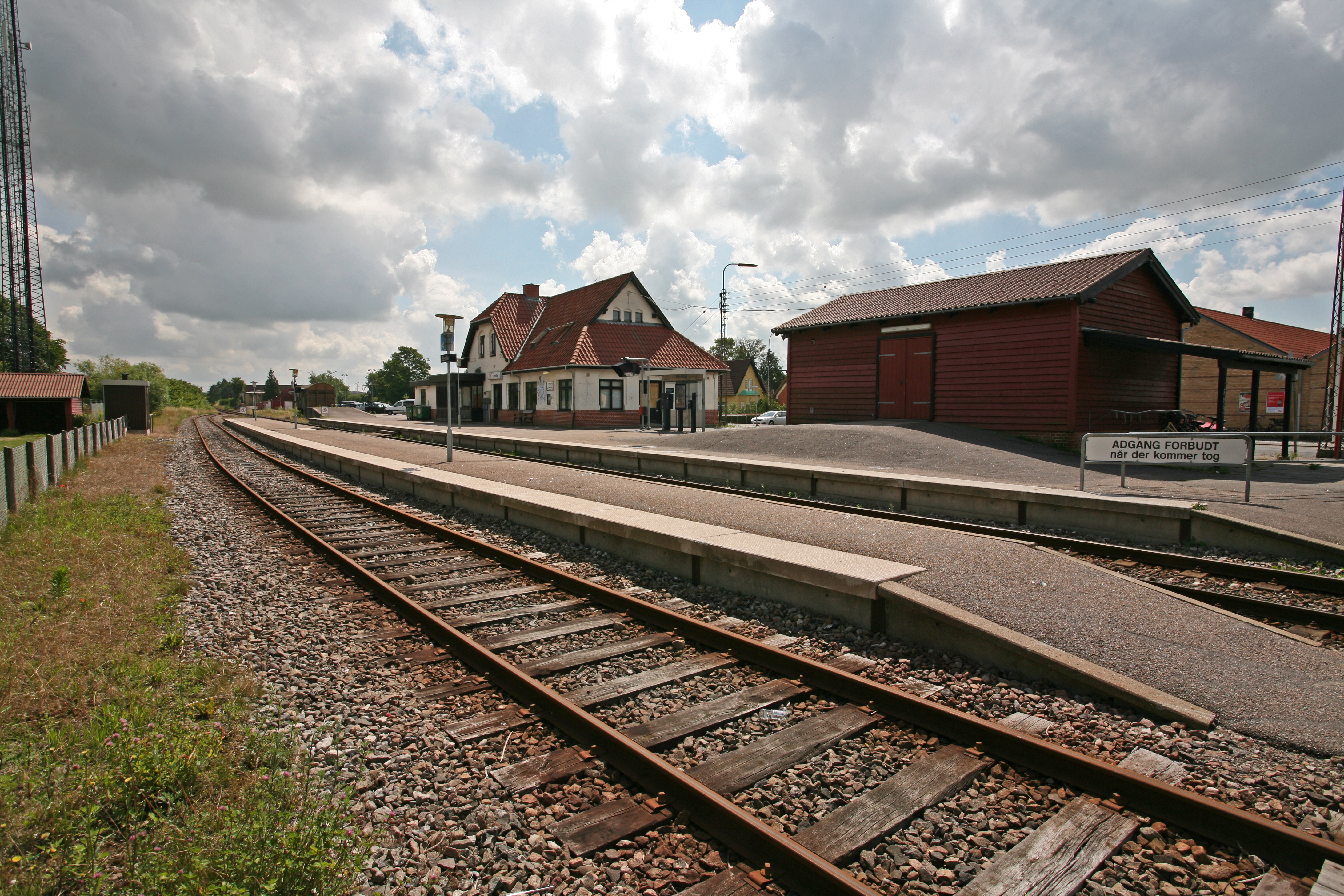
Bahnhof
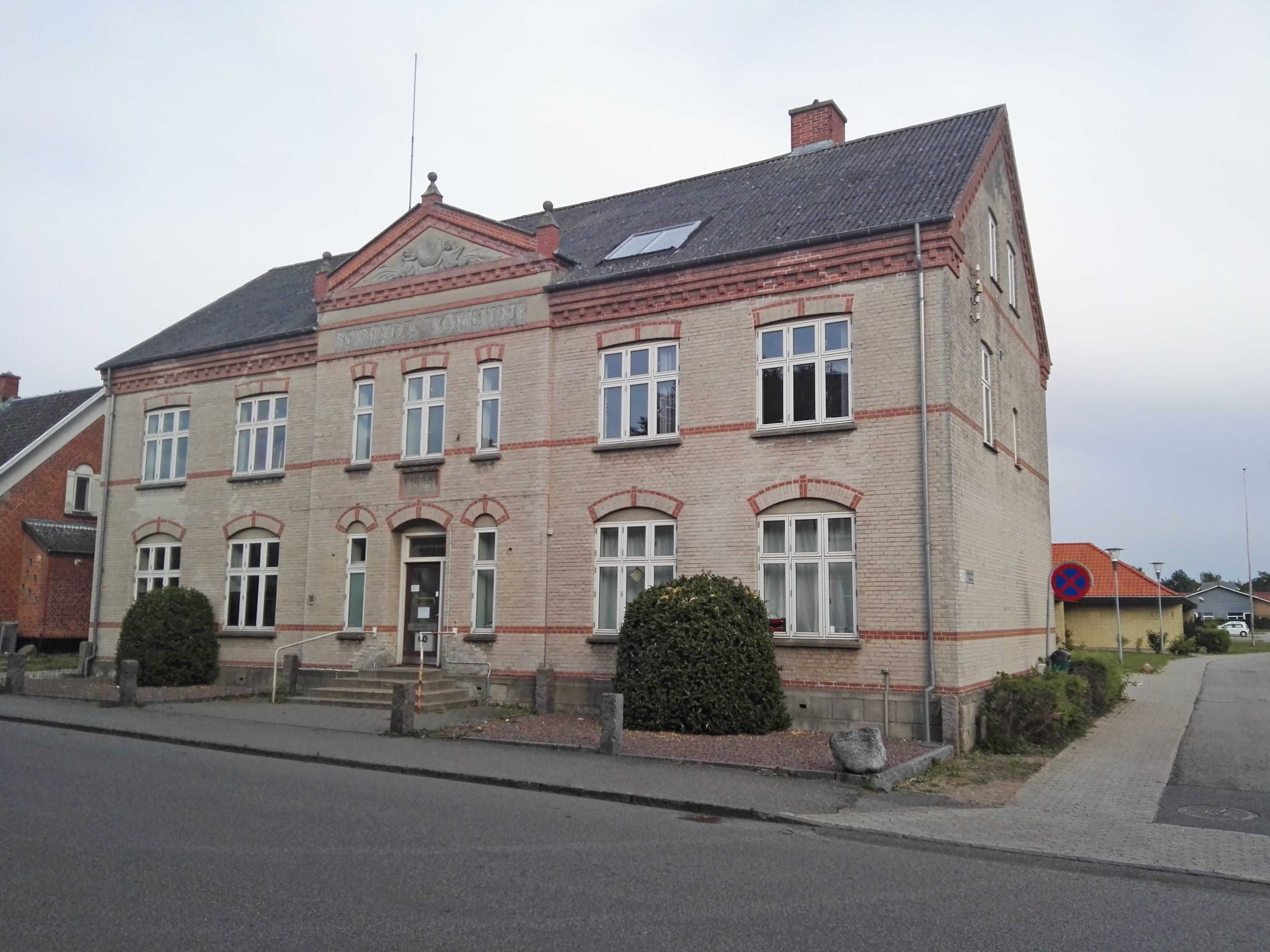
Ehemaliges Rathaus der Stenlille Kommune